# 最響カミズモード!
『最響カミズモード！』（さいきょうカミズモード）は、日本のトレーディングカードアーケードゲーム（データカードダス）、およびそれを基にしたテレビアニメ。
2020年8月10日に、バンダイカード事業部とバンダイナムコピクチャーズによる合作制作発表会「BANDAI×BN Pictures」にて発表された「相撲×太鼓×音楽」をテーマとするプロジェクト。

## 登場人物

### 主要人物
夢幻 ダイ（むげん ダイ）
声 - 漆山ゆうき
本作の主人公である音楽が好きな小学生。明るく脳天気な性格をしている。
ドラムが得意なのだが、過去にジュニアミュージシャンコンクールのドラム部門で丹波リンが優勝となったことでドラムを叩くことをやめた。
突然ゴウテツと出会い、親方としてカミズモウにおけるジャリキシンとの戦いに巻き込まれることになる。
ゴウテツ
声 - 新祐樹
ダイと会った空から落ちた石の神。ライオンのようなたてがみが特徴。基本的には明朗快活で血気盛ん。どこか偉そうな態度を取っているが、根は真面目。
ダイの神通力を見出し、親方としてスカウトした。
ブロードロン
声 - 多田啓太
ドローンの神。忍者の姿をしている。師匠ヒュルリィがワルダークを中心としたジャリキシンに倒され、ワルダークの仲間としてジャリキシンになってしまう。その中でゴウテツに挑むも2度も負けてしまう。しかし、強さを求めていることや過去のことで思い悩むが、ダイに「ジャリキシン辞めちゃえば?」と言われ、ジャリキシンであるピコッタと戦って勝利し、正式にダイを親方と慕い、ゴウリキシンとして仲間に加わった。
バッシャ
声 - 横島亘
ウォーターガンの神。かつて伝説のゴウリキシンと呼ばれた神。山に住んでおり、自分である伝説のゴウリキシンを探してやってきたダイたちと出会い、コンビニで売っている食べ物を買わせた。それからワルダークたちと対峙し、ダイとゴウテツがパラパラッソと対戦している時に自分を選べと言いだし、戦いに臨んだ。後に勝利し、ダイ達の仲間となる。
スモード状態では小柄な老人の姿をしているが、カミズモード状態になると屈強な肉体になる。
丹波 リン（たんば リン）
声 - 峯田茉優
ジュニアミュージシャンコンクールのドラム部門の優勝者である女の子。どこか冷めた印象だが、好物のことには敏感。
リュウショーというゴウリキシンの親方である。「牛牛軒」という中華飯店の花丸肉まんが好物。
リュウショー
声 - 中務貴幸
リンの神。カンフーの使い手で雷の技を使う。
ヒバァーナ
声 - 降幡愛
花火の神。アゲアゲでアチアチな事が大好きなハイテンションでノリの軽い性格をしている。人間の姿に変身できる。
亜山ルナの野外ライブに突然乱入して花火を勝手に打ち上げた。野外ライブにいたススムは台無しになったと悔しがっていたが、ダイ達は花火にうっとりしていた。
ワルダークに出会ってジャリキシンになるも、リューショーとの戦いで敗北し、元に戻る。海征に『パリピ王国』という国を紹介され、それに行くために筏に乗ってダイ達と別れた。
その後ダイ達が住む街に戻り、リンを親方として共に行動することとなった。
岸 海征（きし かいせい）
声 - 大津愛理
代々ゴウリキシンの親方の家系に生まれた男の子。
クールで真面目な性格をしており、文武両道。
リグルガング
声 - 濱岡敬祐
玩具の神であるゴウリキシン。海征が幼い頃からずっと一緒。実は亜山ルナの隠れファン。
園崎 ススム（そのさき ススム）
声 - 山岡ゆり
ダイの友人である小柄な男の子。心優しく穏やか。亜山ルナの大ファン。よくスマートフォンで音楽を聞いている。
ピアノ教室の帰りに偶然ピヨちゃん（ナベキチ）を見つけて拾い、ペットとして一緒に住むこととなった。その際ゴウリキシンが見えるようになる。本来の姿に戻ったナベキチにカミズモウやそれぞれの事情を聞き、ナベキチの友人であるザンギエンと戦って退け、正式にナベキチの親方となる。
亜山ルナがジャリキシンの親方だと言うことを目の当たりにしてショックを受けて気絶。しかし、カミズモウ中に彼女の声を聞き、気を失いながらも応援していた。
ナベキチ/ナイト オブ ベイサイド キッチン/ピヨちゃん
声 - 岩崎征実
鍋の神。語尾に「チャン」を付けて喋る。鍋料理が得意。
ジャリキシン達に破れ、力を失って小さな姿になってしまい、人間界に落ちてしまう。その時ススムに拾われて共に過ごすこととなる。
その後本来の姿に戻り、親方としてダイ達と共に行動することとなる。ザンギエンに戻ってほしいと言われるが、ススムに「僕はピヨちゃんの親だから、ピヨちゃんと一緒にいるんだ!!」と言われ、片を付ける為にザンギエンと戦い、勝利。
亜山 ルナ（あやま ルナ）
声 - 堀越せな
人気アイドル。伝説のアイドル“RINAYO”（亜山リナヨ）の妹。
実はピュアモンスーンの親方。アイドルを極めるためにピュアモンスーンの親方になった。海征とカミズモウで対戦したが、二の腕が筋肉質になってしまうのを理由に棄権した。その後、リグルガングにススムへとサインをあげた。
ピュアモンスーン
声 - 小倉唯
ぬいぐるみの神。和服アレンジのミニスカートの服を着た猫の姿をしているジャリキシンの女の子。実は亜山ルナが幼い頃に大事にしているぬいぐるみに宿っている存在。語尾に「ニャ」を付けて喋る。あざとい性格。手から紫色の邪悪パワーを出せる。
クイズ番組の段取りが分からない亜山ルナのために間違い探しクイズ「クイズアヤマルナ」の客席で一人の回答者をターゲットにジェスチャーで答えを教えていた。客席にいたゴウテツとナベキチに見られ、阻止された。
永遠井ライト（とわい ライト）
声 - 朝井彩加
ネクストミュージシャン世界大会でギター・ピアノ・ドラムの三部門を史上最年少で制覇した、音楽の天才少年。
ビューガ
声 - 株元英彰
スパイクの神。よくスモード状態になっていると川で釣りをしている。
緋野ヒカリ（ひの ヒカリ）
声 - 上原りさ
ダイ達が通う小学校の女性教師。
カワタロウ
声 - 藤川マサミ
皿の神。まわしを着けたカッパの姿をしている。いつも川にいる。
テンテン
声 - 荒井瑠里
団扇の神。行司兼解説のを務めるゴウリキシン。

### ジャリキシン
ワルダーク
声 - 勝杏里
鎖の神であるジャリキシン。オネエ口調で喋るが、ススムを人質にするという卑怯な所を持っている。
実は元ゴウリキシンで、その時の名前は「メロメザ」だった。
ヴァイアン
声 - 正木郁
ガラスの神であるジャリキシン。ジャリキシンの勢力拡大を目的とする幹部。
ハングニル
声 - 佐久間元輝
ハンガーの神であるジャリキシン。
パラパラッソ
声 - 岡林史泰
傘の神であるジャリキシン。傘とピエロを合わせた姿をしている。
ピコッタ
声 - 松浦秀香
携帯ゲームの神であるジャリキシン。事前に対策を練ってから戦う。
ザンギエン
声 - 北村謙次
刀の神であるジャリキシン。
ナイト（ナベキチ）という旧友を持ち、共に暴れ回っていた。倒れているときにワルダークに唆されてジャリキシンになってしまう。

## データカードダス
2020年10月8日より稼働開始。筐体はデータカードダスKタイプ。
カードを使用したリズムバトルゲームで、「神太鼓」と呼ばれる、光る太鼓を叩いて対戦する。
2021年6月をもって稼働を終了。

## テレビアニメ
2020年10月9日より2021年4月9日までTOKYO MXにて放送された。YouTubeでは同年9月28日より先行配信された。ナレーションは左座翔丸。

### スタッフ
- 企画・制作 - BN Pictures[2]
- 原案協力 - バンダイ[2]
- 監督 - サトウ光敏[2]
- シリーズ構成 - 川瀬敏文[2]
- キャラクターデザイン - 加藤さやか[2]、岩永悦宜[2]、津島直人[2]
- アニメーションキャラクターデザイン - 山本真夕子[2]
- チーフアニメーター - 菊池晃
- 美術監督 - 永吉幸樹[2]
- 色彩設計 - 平出真弓[2]
- CGディレクター - 佐藤光裕[2]
- CGモデリングディレクター - 赤塚慎一
- CGプロデューサー - 井上喜一郎
- 撮影監督 - 村上展之[2]
- 編集 - 吉武将人
- 音響監督 - なかのとおる[2]
- 音楽 - onetrap[2]
- 音楽プロデューサー - 黒田学、鈴木雄貴
- エグゼクティブプロデューサー - 尾崎雅之、金木勲、鈴木孝明、垰義孝
- プロデューサー - 峯岸功
- 製作 - BN Pictures、KAMIZMODE PROJECT

### 楽曲

#### 主題歌
「カ！カ！カ！カミズモード！」
株元英彰・堀越せな with DJ KAMMYと神音隊（ビートタイ）によるオープニングテーマ。作詞・作曲・編曲はDJ KAMMY。
「笑顔でBYE！〜カミズモ音頭〜」
株元英彰・堀越せな with DJ KAMMYと神音隊によるエンディングテーマ。作詞はキモット、作曲・編曲はDJ KAMMY。
この曲が流れるのはエンディングの後半からであり、エンディングの途中までは以下の挿入歌からいずれかの曲が使用される。

#### 劇中歌
「虹 (Ver.KAMIZMODE)」
んだほ＆ぺけたん from Fischer'sによる劇中歌。作詞・作曲はンダホ、編曲はginiwayとDJ KAMMY。
「闇夜突風」
小林太郎による劇中歌。作詞はキモット、作曲・編曲は野崎心平。通常版と「Ver.邪」の2パターンが使用される。
「I'm With You」
亜山ルナ（堀越せな）による劇中歌。作詞はキモット、作曲・編曲は野崎心平。
「Fearless」
ジョシュア・K・キリサメによる劇中歌。作詞はキモット、作曲・編曲はDJ KAMMY。
「愛を仕舞わないで」
蘭華による劇中歌。作詞は蘭華、編曲はHaTo。
「夢 (Ver.KAMIZMODE)」
HIKAKIN & SEIKINによる劇中歌。作詞・作曲はSEIKIN、編曲はTeddyLoidとDJ KAMMY。
「レインマジック（Ver.邪）」
谷中たかしによる劇中歌。作詞・編曲はDJ KAMMY。
「RanRanRan！（Ver.邪）」
せんせい（東京カランコロン）による劇中歌。作詞はせんせい、作曲・編曲はDJ KAMMY。
「ドンガラ太鼓」
GONOKAMIによる劇中歌。作詞はキモット、編曲はDJ KAMMY。
「GOファイター」
新井仁（NORTHERN BRIGHT）による劇中歌。作詞はキモット、編曲は大追杏子。
「初恋サマー！」
いちろー（東京カランコロン）による劇中歌。作詞はせんせい、作曲・編曲はDJ KAMMY。
「3杯目のポニャコソーダ（Ver.邪）」
奥村愛子による劇中歌。作詞・編曲はDJ KAMMY。
「Set The Fire！」
蒲原彰利による劇中歌。作詞は蒲原彰利、編曲は大追杏子。
「Set the Fire！〜agitato〜」
野崎心平による劇中歌。編曲はHaTo。
「Set the Fire！〜amabile〜」
キモットによる劇中歌。編曲はSYOTA。
「叫び」
佐伯ユウスケによる劇中歌。作詞はキモット、編曲はHaTo。
「Blaze Heart」
GONOKAMIによる劇中歌。作詞・作曲・編曲はDJ KAMMY。
「Stronger」
m.c.A・Tによる劇中歌。作詞は麻村佳世、編曲は長橋健一。
「キミ&フォーエバー」
佐伯ユウスケの歌・作詞による劇中歌。編曲はHaTo。
「Lonely Warrior」
新井仁（NORTHERN BRIGHT）の歌・作詞による劇中歌。編曲は野崎心平。
「闇を壊して」
ピュアモンスーン（小倉唯）によるエンディングテーマおよび亜山ルナ（堀越せな）による劇中歌。作詞はキモット、作曲・編曲は野崎心平。
「もう一回」
GONOKAMIによる劇中歌。作詞は五野上貴一、作曲・編曲はDJ KAMMY。
「Red or Black」
ジョシュア・K・キリサメの歌・作詞による劇中歌。作曲・編曲はDJ KAMMY。
「道」
m.c.A・Tによる劇中歌。作詞はキモット、編曲は大追杏子。
「Punch You！」
MC YAMMYによる劇中歌。作詞はキモット、作曲・編曲は野崎心平。
「ナニモカモ」
亜山ルナ（堀越せな）による劇中歌。作詞は安藤紗々、作曲・編曲は野崎心平。
「飛翔必殺」
小林太郎の歌・作詞による劇中歌。作曲・編曲は野崎心平。
「No, no, no」
MC YAMMYによる劇中歌。作詞はキモット、作曲・編曲は野崎心平。
「Last Winner」
坂本英三の歌・作詞による劇中歌。作曲・編曲はDJ KAMMY。
「ミチカケ Stupid Gazer」
MIQによる劇中歌。作詞・作曲・編曲はDJ KAMMY。

### 各話リスト
| 話数   | サブタイトル           | 脚本       | 絵コンテ                    | 演出                    | 作画監督                                     | 初放送日       |
| ------ | ---------------------- | ---------- | --------------------------- | ----------------------- | -------------------------------------------- | -------------- |
| 第1話  | 響け神音!!!            | 川瀬敏文   | サトウ光敏                  | まついひとゆき 中西基樹 | 山本真夕子                                   | 2020年 10月9日 |
| 第2話  | ジャリキシンの脅威     | 川瀬敏文   | 南康宏 サトウ光敏           | 中西基樹                | 細田沙織 高橋晃                              | 10月16日       |
| 第3話  | リュウショーの親方     | 山田由香   | まついひとゆき サトウ光敏   | 秦義人 中西基樹         | 山村俊了 中島美子 木下由美子 高橋晃 浦島美紀 | 10月23日       |
| 第4話  | 強さの在処             | 三浦浩児   | 菱川直樹 サトウ光敏         | 進藤陽平                | 高橋晃                                       | 10月30日       |
| 第5話  | 正統なる親方           | 浅川美也   | 辻橋綾佳 サトウ光敏         | 辻橋綾佳                | 北島勇樹 江原小百合 古徳真美 佐藤智明        | 11月6日        |
| 第6話  | 伝説のゴウリキシン     | 三浦浩児   | まついひとゆき サトウ光敏   | 中西基樹 まついひとゆき | 高橋晃 志賀道憲                              | 11月13日       |
| 第7話  | お騒がせ花火娘         | 浅川美也   | 坂内菜々子 サトウ光敏       | 菱川直樹                | 加藤幸治 尾崎正幸                            | 11月20日       |
| 第8話  | ナイトを見たか？       | 三浦浩児   | 中西基樹 サトウ光敏         | 中西基樹                | 高橋晃                                       | 11月27日       |
| 第9話  | ススム開眼             | 山田由香   | 小高義規 サトウ光敏         | 伊部勇志                | 村上直紀 たかぎじゅん 橋本敬史               | 12月4日        |
| 第10話 | ヒバァーナ再び         | 川瀬敏文   | 榎本守 サトウ光敏           | 榎本守                  | 高橋晃                                       | 12月11日       |
| 第11話 | その名は永遠井ライト   | 萬代耕士   | 辻橋綾佳 サトウ光敏         | 辻橋綾佳                | 高橋晃                                       | 12月18日       |
| 第12話 | グレードアップ!!       | 湯浅永梨   | 林明偉 サトウ光敏           | 中西基樹                | 高橋晃                                       | 12月25日       |
| 第13話 | 誤るな☆謝るな☆亜山ルナ | 山田由香   | 菱川直樹 サトウ光敏         | 菱川直樹                | 高橋晃                                       | 2021年 1月8日  |
| 第14話 | 名凱烈の事情           | 守護このみ | 井上圭介 サトウ光敏         | 腰繁男                  | 江原小百合 佐藤智明 古徳真美                 | 1月15日        |
| 第15話 | 開幕！カミズモウ大会   | 三浦浩児   | ワタナベシンイチ サトウ光敏 | 露鳥孝介                | 高橋晃                                       | 1月22日        |
| 第16話 | 新たなる力             | 池田臨太郎 | 菱川直樹 サトウ光敏         | 山本恵                  | 浦島美紀 たかぎじゅん                        | 1月29日        |
| 第17話 | 禁断のピュアモンスーン | 萬代耕士   | ワタナベシンイチ サトウ光敏 | 菱川直樹                | 寇晓阳                                       | 2月5日         |
| 第18話 | 死闘！丹波リン         | 浅川美也   | 小高義規 サトウ光敏         | 榎本守                  | 高橋晃                                       | 2月12日        |
| 第19話 | ブルギアンの咆哮       | 守護このみ | 鈴木萌 サトウ光敏           | 大河原晴男              | 周志傑 趙清雲                                | 2月19日        |
| 第20話 | 蠢く野心               | 川瀬敏文   | ワタナベシンイチ サトウ光敏 | 小野歩                  | 寇晓阳 前田義宏                              | 2月26日        |
| 第21話 | 二人の夢               | 山田由香   | 中込健人 サトウ光敏         | 中込健人                | 高橋晃                                       | 3月5日         |
| 第22話 | 切り拓く運命           | 萬代耕士   | ワタナベシンイチ サトウ光敏 | 腰繁男                  | 江原小百合 佐藤智明 古徳真美                 | 3月12日        |
| 第23話 | 正義のカタチ           | 池田臨太郎 | 菱川直樹 サトウ光敏         | 山地光人                | たかぎじゅん 浦島美紀                        | 3月19日        |
| 第24話 | 決戦の時               | 三浦浩児   | 林明偉 サトウ光敏           | 山本恵                  | 小川玖理周 三橋妙子 橋口隼人                 | 3月26日        |
| 第25話 | WINNER!!               | 川瀬敏文   | ワタナベシンイチ サトウ光敏 | 加藤顕 辻橋綾佳         | 武口憲司 古徳真美 浦島美紀                   | 4月2日         |
| 第26話 | 終わらない神音!!       | 川瀬敏文   | 菱川直樹 サトウ光敏         | 榎本守                  | 山本真夕子                                   | 4月9日         |

### 放送局
| 放送期間                                      | 放送時間                          | 放送局             | 対象地域       | 備考   |
| --------------------------------------------- | --------------------------------- | ------------------ | -------------- | ------ |
| 2020年10月9日 - 2021年4月9日                  | 金曜 19:30 - 20:00                | TOKYO MX           | 東京都         |        |
| 2020年12月12日 -                              | 土曜 7:30 - 8:00                  | キッズステーション | 日本全域       | CS放送 |
| 2021年1月5日 - 2021年6月29日                  | 火曜 17:25 - 17:55                | テレビせとうち     | 岡山県・香川県 | [ 7 ]  |
| 2021年2月28日 - 3月28日 2021年4月4日 - 9月5日 | 日曜 6:30 - 7:00 日曜 6:24 - 6:54 | テレビ愛知         | 愛知県         |        |

| 配信期間                     | 配信時間              | 配信サイト                   | 備考                                              |
| ---------------------------- | --------------------- | ---------------------------- | ------------------------------------------------- |
| 2020年9月28日 - 2021年4月9日 | 水曜・木曜 17:00 更新 | YouTubeBN Picturesチャンネル | 金曜日は完全版として20:00 - 20:30にプレミア公開。 |